# Lussekatter
Lussekatter, švédsky „Lucčiny kočky“ je švédské sladké pečivo z kynutého těsta se šafránem, které se tradičně peče na oslavy svátku svaté Lucie, případně v jiné dny adventu. Typický recept obsahuje kromě mouky a šafránu máslo, mléko, droždí, cukr, vejce a rozinky. Těsto je vytvarováno do tvaru písmene s, případně do osmičky, a ozdobeno rozinkami aby připomínalo kočku stočenou do klubíčka.
Lussekatter se zpravidla pojídají doma, kde je členům rodiny servíruje jedno z dětí, typicky dívka převlečená za lussebrud „nevěstu Lucii“. Podávají se také ve škole pro procesí s lussebrud. Lussekatter podle jednoho podání symbolizují djävulskatter „Ďáblovy kočky“ které zkrotila světice.
Česká foodblogerka Maškrtnica lussekatter přirovnává vzhledem k použitému těstu i tvaru k českým jidášům, od kterých se však liší použitím šafránu. Uvádí také že šafrán bývá někdy nahrazován kurkumou či světlicí, což též zajišťuje zlatou barvu, ale dodává jinou chuť a vůni, a zmiňuje že navíc je někdy do těsta použita smetana či tvaroh. Server Swedish Food také uvádí variantu obsahující tvaroh a také varianty obsahující mletý kardamom nebo malé množství vodky. Podobají se jim také britské saffron buns, zvané též tea treat buns or revel buns, typické pro Cornwall, které obsahují typicky korintské rozinky a kromě šafránu také skořici či muškátový oříšek.